# Església de Bagsværd
L’Església de Bagsværd, situada a Bagsværd, als afores de Copenhaguen, Dinamarca. És una Església dissenyada per l’arquitecte Jørn Utzon, construïda entre 1973 i 1976.

## Història
A 1538, després de la Reforma protestant a Dinamarca, l'única Església a Bagsværd, va ser enderrocada per ordre del rei per utilitzar les pedres per reparar l'antic palau del bisbe, on s'impartia teologia luterana. De manera que els feligresos havien d'utilitzar l'Església de Gladsaxe fins que el 1967 La parròquia de Bagsværd va decidir construir una nova església per a servir a la creixent població en els suburbis del nord de Copenhaguen. Es va buscar una estructura moderna que satisfés les necessitats espirituals i comunitàries de la congregació.
1969: Jørn Utzon és seleccionat per a dissenyar l'església. Utzon és més ben conegut pel seu disseny icònic de l'Òpera de Sydney, i els dissenys de les seves capelles es van inspirar en l'arquitectura i les formes naturals tradicionals xineses i japoneses. La seva visió era crear un espai que brindés una experiència espiritual mitjançant l'ús innovador de llum natural i formes orgàniques.

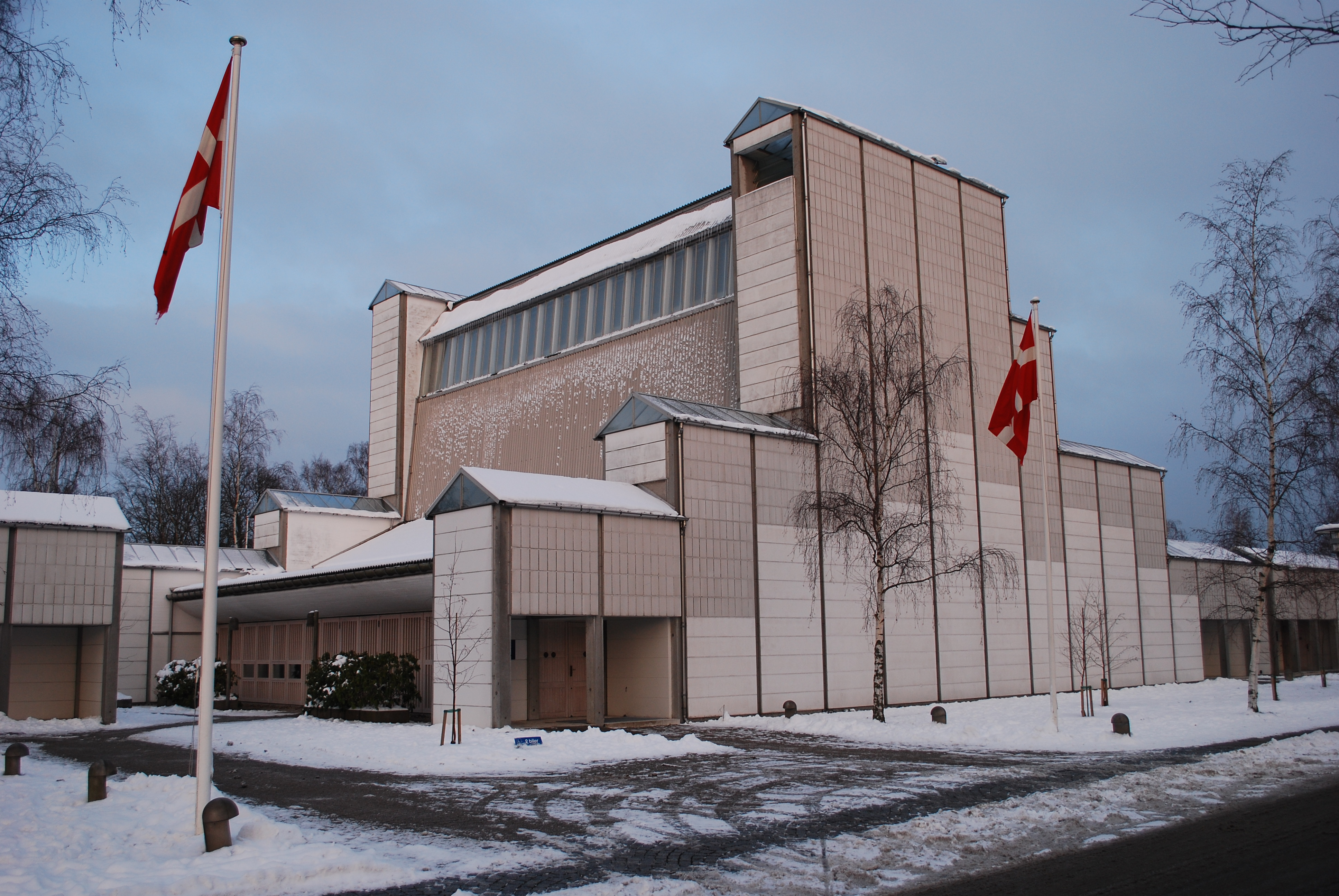
fotografia exterior

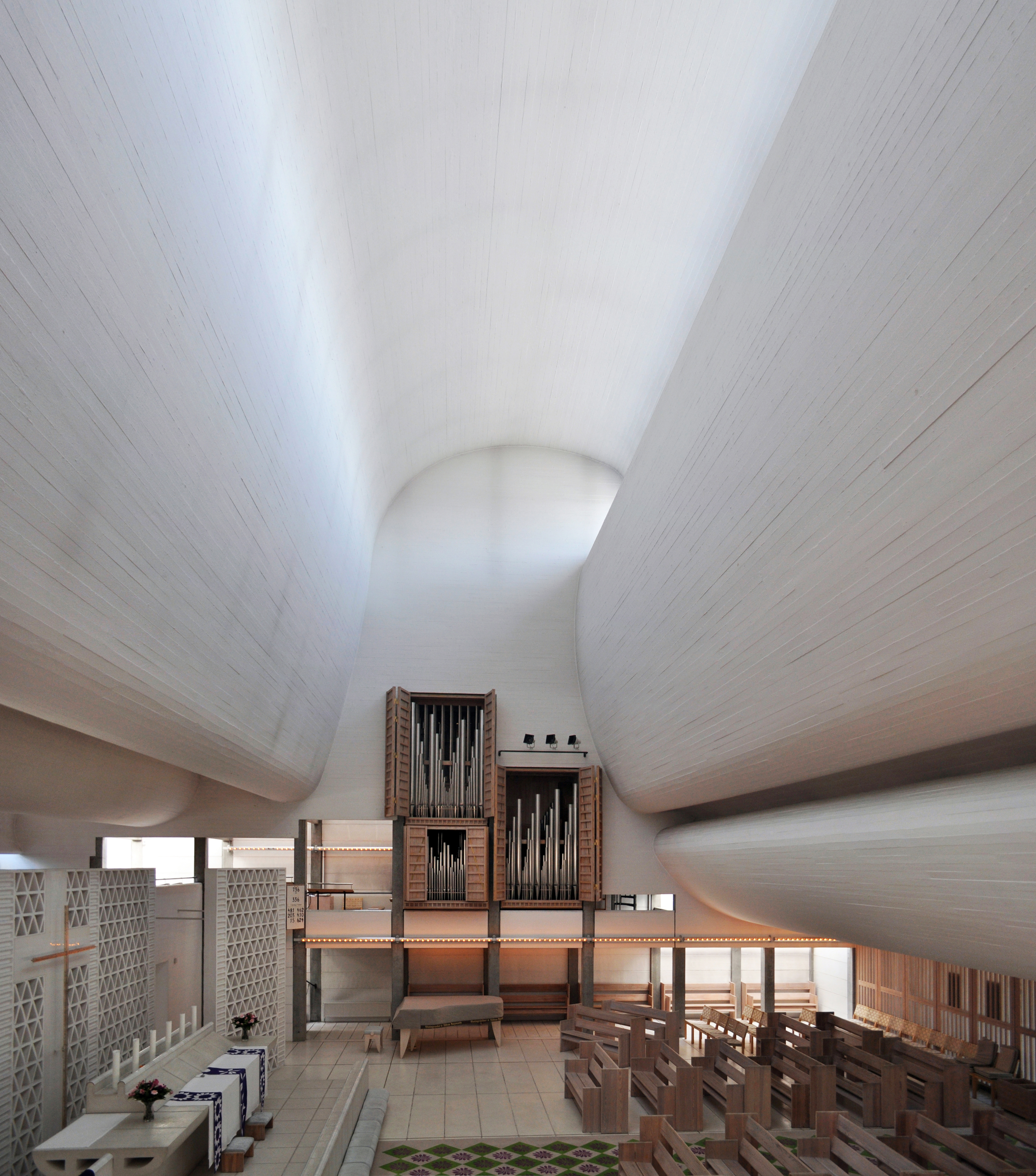
Fotografia interior lateral

## Arquitectura
Se situa en un terreny llarg i estret i en conseqüència Utzon va dissenyar un edifici llarg i esvelt, que s'obre a un interior format per petits patis interiors, la nau i sagristia, oficines, sales per a classes de confirmació, una sala de reunions i una secció per a activitats juvenils. Envoltat de bedolls, l’exterior de l’edifici utilitza panells prefabricats de formigó i fibrociment corrugat, que emfatitzen el seu caràcter industrial, més proper a les construccions agrícoles utilitàries locals que al d'un temple religiós.
La planta, s'organitza seguint un esquema reticular racional, amb una sèrie de patis rectangulars, mentre que la secció i l’interior de l’edifici, estan formats per superfícies curvilínies.

### Il·luminació
El sostre i les parets de l’Església són de color blanc per tal d’aprofitar el màxim de llum natural. Els passadissos estan totalment il·luminats per claraboies, mentre que la llum dins de l’Església ve principalment a través d'una obertura longitudinal, situada al punt més alt, de manera que la llum es projecta a la superfície ondulada del sostre, evitant així la llum directa.
Segons Utzon, aquesta idea va sorgir en una platja de Hawaii quan, estant estirat a la sorra, va observar com la llum travessava un cúmul de núvols. “Junts, els núvols i la riba formaven un espai meravellós en el qual la llum queia a través del sostre –els núvols– al terra representat per la riba i el mar, i vaig tenir la forta sensació que aquest podria ser un lloc per a un servei diví.”
El sostre de volta, està format per làmines de formigó armat, de només 12 centímetres de gruix, i 17 metres de llum. Això és possible gràcies a les closques cilíndriques corbes que descansen sobre brides sostingudes per files de columnes dobles que actuen com a arcbotants. A més del caràcter simbòlic i les propietats plàstiques, aquesta volta també aconsegueix reflectir el so, generant unes condicions acústiques òptimes.

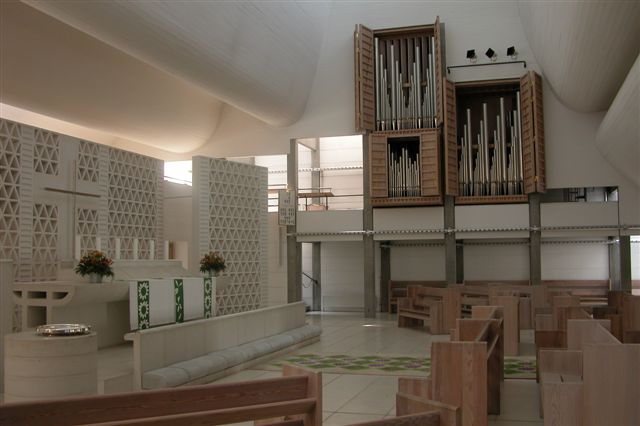
Fotografia Interior

## Actualitat
Avui dia, l'església de Bagsværd continua sent una església luterana activa i una fita arquitectònica important. La seva cura i conservació garanteixen que segueixi sent un lloc d'interès i admiració per a les generacions futures.
Ofereix una varietat de serveis religiosos regulars, incloent misses dominicals, batejos, casaments i funerals. A més de la seva funció religiosa, l' església actua com un centre comunitari dinàmic que organitza nombrosos esdeveniments culturals, educatius i socials. Entre aquestes activitats s' inclouen concerts, exposicions d' art, reunions de grups d' interès, i programes per a joves i gent gran.
A causa de la seva destacada arquitectura, l' església atrau nombrosos visitants i estudiants d'arquitectura d' arreu del món. S'ofereixen visites guiades que destaquen el seu disseny arquitectònic innovador i la seva història.
No hi ha grans projectes de renovació en curs, però s'implementen millores menors i actualitzacions tecnològiques per millorar l'experiència dels usuaris i visitants, incloent sistemes d'il·luminació i so moderns.

## Referències

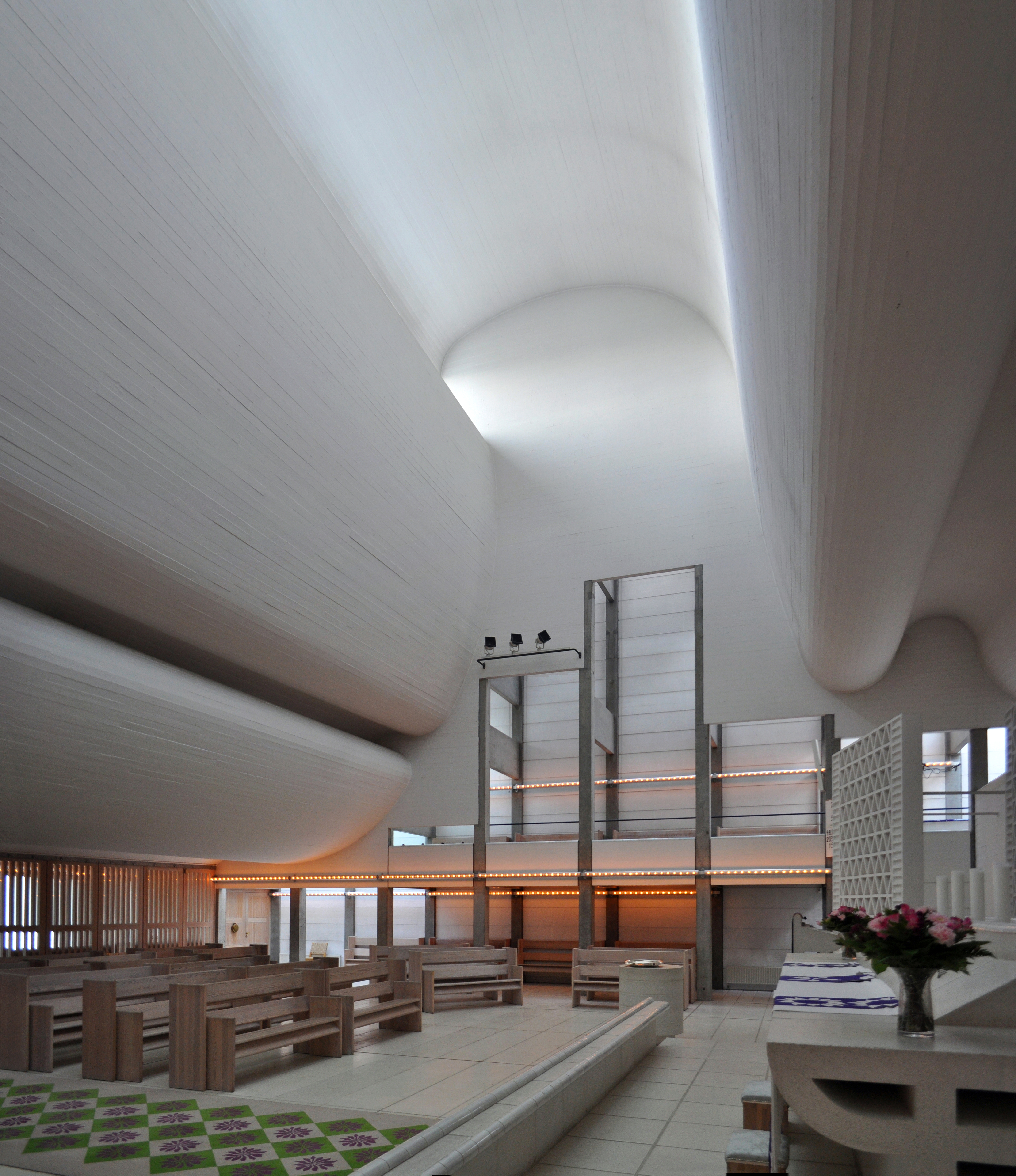
Fotografia interior lateral